# Le follie dell'imperatore
Le follie dell'imperatore (The Emperor's New Groove) è un film d'animazione del 2000 diretto da Mark Dindal.
È il 40º Classico Disney, e nacque come un musical epico intitolato Kingdom of the Sun con registi Dindal e Roger Allers, ma nel corso dei suoi sei anni di produzione fu trasformato dai dirigenti della Disney in una buddy comedy leggera su Kuzco, un giovane ed egoista imperatore inca che, tramutato erroneamente in un lama dalla sua ex consigliera Yzma nel tentativo di avvelenarlo, cerca di ritrovare le sue sembianze umane aiutato dal generoso contadino Pacha, che gli insegna a essere altruista.
Il film, proiettato per la prima volta negli Stati Uniti il 15 dicembre 2000, non fu un gran successo economico ma ricevette recensioni generalmente positive, venendo considerato uno dei migliori film dell'epoca post-rinascimentale della Disney e venendo candidato all'Oscar alla migliore canzone per My Funny Friend and Me, eseguita da Sting.
Il film ottenne però un maggiore successo e notorietà dal pubblico più tardi, grazie alle ottime vendite nel mercato home-video, e ha avuto un seguito e spin-off direct-to-video dal titolo Le follie di Kronk (2005) e una serie televisiva animata intitolata A scuola con l'imperatore (2006-2008).

## Trama
Kuzco, un giovane imperatore inca viziato, egoista e arrogante, è intenzionato a far costruire, come regalo per il proprio compleanno, una nuova casa delle vacanze con piscina chiamata Kuzcotopia sulla cima di una collina, al prezzo di distruggere un intero villaggio di contadini. Decide a tal scopo di convocare al suo cospetto Pacha, il capo del villaggio, per comunicargli di dover imporre a lui e ai suoi compaesani di lasciare le loro case. Il capo ovviamente si mostra in disaccordo con la decisione di Kuzco, al che il testardo imperatore lo fa uscire con la forza dal palazzo. Nel frattempo Yzma, la perfida consigliera di corte appena licenziata da Kuzco per l'abitudine di sostituirsi all'imperatore nelle udienze, decide di avvelenarlo durante una cena da lei organizzata per poi in seguito poter prendere il suo posto. Ma a causa dell'ingenuità del suo aiutante Kronk, nel bicchiere da cui beve l'imperatore viene versata una pozione che invece lo trasforma in un lama. Kronk quindi tramortisce Kuzco, e dovrebbe poi trasportarlo fuori città e ucciderlo, ma viene preso dai sensi di colpa e va incontro a una serie di imprevisti, finendo per perdere di vista l'imperatore che finisce accidentalmente sul carro di Pacha, che sta tornando al suo villaggio.
Risvegliatosi e scoperto di essere stato trasformato in un lama, Kuzko ordina a Pacha di accompagnarlo al suo palazzo, ma questi dichiara di farlo solo se Kuzco accetterà di costruire il suo parco acquatico in un altro luogo. L'imperatore rifiuta e così si avventura nella giungla da solo, imbattendosi in un branco di giaguari neri; salvato all'ultimo da Pacha, Kuzco accetta le condizioni di quest'ultimo per poter tornare al palazzo.
Intanto, Yzma celebra il funerale dell'imperatore e si fa proclamare imperatrice; mentre brinda con Kronk al suo successo, quest'ultimo si lascia sfuggire che l'imperatore è ancora vivo, pertanto i due partono insieme per cercarlo. Dopo altre disavventure di Kuzco e Pacha, l'incontro con Kronk e Yzma avviene casualmente in una piccola locanda nella giungla, la Patria della carne di Mudka, dove entrambi i gruppi si sono fermati a pranzare, e dove fortunatamente la nuova imperatrice e il suo aiutante restano ignari della presenza di Kuzco.
Pacha però scopre le intenzioni di Yzma e corre subito ad avvertire Kuzco, ma l'imperatore non ci crede e, convinto che il lungo viaggio intrapreso sia un espediente del contadino per ritardare il rientro a palazzo, si rifiuta di ascoltarlo e se ne va.
Proprio mentre sta per raggiungere Yzma e Kronk, certo che essi siano in viaggio per ritrovarlo e riportarlo a palazzo, ascolta uno stralcio di conversazione tra i due che palesa il complotto contro di lui: sconvolto per la scoperta, cerca Pacha ma non lo trova. Rendendosi conto di aver cacciato via inutilmente il suo unico amico, Kuzco decide di non tornare a palazzo ormai convinto che non lo voglia più nessuno. Dopo aver passato la notte da solo nella foresta, Kuzco prova senza riuscirci a integrarsi con un gregge di lama, rassegnato a vivere nella sua forma animale: proprio lì però ritrova Pacha e si riconcilia con lui.
Nel frattempo, Yzma scopre da Kronk che l'imperatore-lama è stato ritrovato da Pacha e, giunta a casa di quest'ultimo, si finge una sua lontana parente per cercare Kuzco e avere informazioni. La moglie di Pacha, Chicha, si rivela però molto più furba e tende loro una trappola assieme ai figli Tipo e Chaca, facendo in modo che suo marito e l'imperatore guadagnino tempo e arrivino per primi al palazzo. Yzma e Kronk riescono a fuggire e così comincia un rocambolesco inseguimento, che termina con la caduta dei due in un burrone e l'arrivo di Pacha e Kuzco a palazzo.
Giunti al laboratorio segreto dove Yzma prepara le sue pozioni, Pacha e Kuzco notano che tra di esse ne manca una, quella che riporta in forma umana chi la beve. La neo imperatrice e il suo muscoloso aiutante, nonostante la caduta, in realtà sono arrivati ugualmente a palazzo prima di loro (senza riuscire a spiegarlo). Kronk è incaricato di ucciderli, ma quando Yzma glielo ordina offendendolo per l'ennesima volta, il giovane aiutante insorge e si ribella alla donna, che per ripicca lo mette fuori gioco. Yzma brandisce la pozione, ma viene poi colpita da Kuzco, il quale fa inavvertitamente cadere a terra la fiala. L'anziana malfattrice allora spinge lo scaffale che contiene tutte le pozioni, che cadono e si mischiano tra di loro. Pacha decide di far bere tutte le pozioni al suo amico fino a che non troveranno quella giusta, mentre fuggono dalle guardie chiamate da Yzma, che ha indicato i due amici come assassini dell'imperatore.
Dopo varie trasformazioni, rimangono solo due pozioni. Sia Kuzco sia Yzma si precipitano su una di esse: la donna la beve e si ritrova trasformata in un'innocua gattina, per poi tentare in ogni modo di impedire al lama di bere l'ultima pozione, quella giusta. C'è spazio anche per un altro eroico atto di Kuzco, che per la seconda volta salva Pacha dal cadere in un precipizio, rinunciando ad afferrare la fiala. Questa viene ugualmente recuperata dal riconoscente contadino, mentre Yzma viene casualmente messa fuori gioco da Kronk, che la scaraventa contro una finestra.
Finalmente Kuzco riesce a bere la pozione e riassume le sue sembianze umane; ma dopo le disavventure passate si rende conto di essere profondamente cambiato: smette quindi di essere egoista e decide, mantenendo la promessa fatta a Pacha tempo prima, di rinunciare al parco acquatico e far costruire una modesta abitazione su un'altra collina, disabitata, vicino al villaggio di Pacha, con la cui famiglia manterrà un legame di amicizia.
Riuscito a redimersi del tutto, Kronk diventa capo scout di un gruppo di bambini, di cui anche Yzma fa parte, ancora nelle sembianze di gatta e sotto libertà strettamente vigilata.

## Personaggi
- Kuzco: protagonista della storia, è l'imperatore dell'Impero inca. Inizialmente è narcisista e non presta alcuna attenzione ai bisogni degli altri. Tuttavia, dopo essere stato trasformato in un lama e aver fatto amicizia con Pacha, diventa una persona migliore. Nella versione originale fu doppiato da David Spade.
- Pacha: il capo di un villaggio posto sulle montagne non lontano dal palazzo di Kuzco. Inizialmente odia profondamente quest'ultimo, dal momento che vuole distruggere il suo villaggio, ma lo aiuta comunque. Alla fine, dopo essere riuscito a infondere in Kuzco tutta la propria bontà, diventa il suo migliore amico. Nella versione originale fu doppiato da John Goodman.
- Yzma: antagonista principale della storia, è l'anziana e inquietante consigliera di Kuzco, che afferma di averlo praticamente cresciuto. Dopo essere stata licenziata, cerca in ogni modo di uccidere l'imperatore e prenderne il posto. Nella versione originale fu doppiata da Eartha Kitt.
- Kronk: l'ottuso e muscoloso scagnozzo di Yzma. Ha un carattere completamente opposto alla donna, essendo essenzialmente di buon cuore, molto simpatico e gentile con gli sconosciuti. Kronk è uno chef di talento e ha la capacità di parlare con gli scoiattoli. I suoi dilemmi morali si manifestano tramite un angelo e diavolo con le sue sembianze che gli appaiono sulle spalle. Nella versione originale fu doppiato da Patrick Warburton.
- Chicha: è la brava e autorevole moglie di Pacha e madre di Tipo e Chaca. È in dolce attesa e alla fine darà alla luce un bambino di nome Yupi. Nella versione originale fu doppiata da Wendie Malick.
- Chaca e Tipo: sono i figli di Chicha e Pacha. Chaca è una bambina simpatica con due code di capelli e un dentino che dondola, mentre Tipo è un bambino che si mostra a torso nudo con un ciuffo di capelli e con un forte legame verso i genitori, in particolare il padre (da come lo si vede in una scena in cui si sveglia spaventato, perché aveva sognato di perderlo lungo il fiume), ma anche verso la sorella, con la quale però litiga spesso. Nella versione originale furono doppiati rispettivamente da Kellyann Kelso ed Eli Russell Linnetz.

## Produzione

### Kingdom of the Sun
L'idea di Kingdom of the Sun fu concepita da Roger Allers e Matthew Jacobs, e lo sviluppo del progetto iniziò nel 1994. Al momento di proporre il progetto all'allora amministratore delegato e presidente della Disney Michael Eisner, quest'ultimo disse che "ha tutti gli elementi di un classico film Disney", e grazie al suo successo come regista de Il re leone quello stesso anno, Eisner diede ad Allers carta bianca sia con il casting sia con la trama. Nel gennaio 1995 Variety riportò che Allers stava lavorando su "una storia originale a tema inca".
Nel 1996 il team di produzione fece un viaggio a Machu Picchu, in Perù, per studiare gli artefatti e l'architettura inca e il paesaggio in cui questo impero era stato creato.
Kingdom of the Sun doveva essere la storia di un imperatore avido ed egoista (doppiato da David Spade) che trova un contadino con il suo stesso aspetto (doppiato da Owen Wilson); l'imperatore si scambia di posto con il contadino per divertimento, proprio come nel romanzo archetipo di Mark Twain Il principe e il povero. Tuttavia, la malvagia strega Yzma ha in programma di evocare il dio malvagio Supay e catturare il sole in modo da rimanere giovane per sempre (il sole le fa venire le rughe, così ipotizza che vivere in un mondo di oscurità le impedirebbe di invecchiare). Una volta scoperto lo scambio tra l'imperatore e il contadino, Yzma trasforma il vero imperatore in un lama e minaccia di rivelare l'identità del contadino a meno che lui non le obbedisca. L'imperatore-lama impara l'umiltà nella sua nuova forma, innamorandosi di una pastorella di lama di nome Mata (doppiata da Laura Prepon). Insieme, la ragazza e il lama sventano i piani della strega. Il libro Reel Views 2 dice che il film sarebbe stato un "musical commedia romantica nel "tradizionale stile Disney".
Dopo le deludenti prestazioni al botteghino di Pocahontas, i dirigenti dello studio ritennero, a seguito di alcune proiezioni di prova, che il progetto stava diventando troppo ambizioso e serio per il pubblico e necessitava di più comicità. All'inizio del 1997, il produttore Randy Fullmer contattò Mark Dindal, che aveva appena concluso il lavoro su Cats Don't Dance, e gli offrì di essere il co-regista di Kingdom of the Sun. Nel frattempo, Allers chiamò personalmente Sting, sulla scia del successo di Elton John per Il re leone, a comporre alcune canzoni per il film. Egli acconsentì, ma a condizione che la moglie cineasta Trudie Styler potesse "documentare il processo di produzione"; il film risultante, intitolato The Sweatbox, fu prodotto dalla Xingu Films (la loro società di produzione). Insieme al collaboratore David Hartley, Sting compose otto canzoni indissolubilmente legate alla trama e ai personaggi originali.
Nell'estate del 1997 fu annunciato che Allers e Dindal avrebbero diretto il film e Fullmer l'avrebbe prodotto. David Spade ed Eartha Kitt vennero confermati nei ruoli dell'imperatore Manco e della strega Yzma, mentre Carla Gugino era in trattative per un ruolo. Harvey Fierstein era stato scritturato per il ruolo di Hucua, consigliere dell'imperatore.
Un anno dopo era ormai evidente che Kingdom of the Sun non era abbastanza avanti nella produzione per essere distribuito nell'estate del 2000 come previsto. A questo punto, uno dei dirigenti della Disney entrò nell'ufficio di Fullmer e, ponendo il pollice e l'indice a mezzo centimetro di distanza, dichiarò: "il vostro film è così vicino a essere annullato". Fullmer avvicinò Allers, e lo informò della necessità di finire il film in tempo per la sua distribuzione nell'estate 2000 poiché accordi promozionali cruciali con McDonald's, Coca-Cola e altre società erano già stabiliti e dipendevano dal rispetto di quella data di uscita. Allers riconobbe che la produzione era in ritardo, ma era sicuro che, con un'estensione da sei mesi a un anno, avrebbe potuto completare il film. Quando Fullmer negò la richiesta, il regista decise di lasciare il progetto. Il 23 settembre 1998 il progetto era morto con costi di produzione pari a 25-30 milioni di dollari e il 25% del film già animato.

### Revisione e riscrittura
Adirato dall'abbandono di Allers, Eisner diede a Fullmer due settimane per salvare il film o la produzione sarebbe stata chiusa. Fullmer e Dindal fermarono la produzione per sei mesi per riorganizzare il progetto con il nuovo titolo Kingdom in the Sun, diventando così il primo Classico Disney ad avere una vasta revisione dopo Pinocchio. Nel frattempo, a seguito della proposta di Eric Goldberg del segmento Rapsodia in blu di Fantasia 2000, gli animatori furono riassegnati a lavorare sul segmento. A Chris Williams, che era un artista degli storyboard per Kingdom of the Sun, venne l'idea di fare di Pacha un personaggio più adulto in contrasto con l'adolescente che era nella storia originale. L'ex autore del Late Night with Conan O'Brien David Reynolds dichiarò che, in seguito all'idea, "proposi una semplice commedia, fondamentalmente un buddy road movie con due tizi inseguiti nello stile di un cartone di Chuck Jones, ma con un ritmo più veloce. La Disney disse: 'Provateci'". Una delle nuove aggiunte alla storia fu il personaggio di Kronk. Nel frattempo, il nome di Manco fu cambiato in Kuzco in seguito alla scoperta di Fullmer del termine slang giapponese "omanko", che si riferisce alla vagina. In parte a causa dell'arresto della produzione, il lavoro di Sting sul film iniziò a interferire con quello sul suo prossimo album che stava progettando di registrare in Italia. Il cantautore dichiarò: "Scrivo la musica, e quindi si suppone che loro la animino, ma ci sono sempre cambiamenti in atto. È costantemente in inversione di tendenza", ma ammise che si stava divertendo. In seguito alla revisione, il film in CGI Dinosauri assunse la data di uscita dell'estate del 2000 originariamente prevista per Kingdom of the Sun.
Fullmer avrebbe informato Sting per telefono che le sue canzoni, relative a scene e personaggi ormai scartati, dovevano essere soppresse. Risentito dalla rimozione delle sue canzoni, il musicista pop commentò che "in un primo momento, ero arrabbiato e turbato. Poi volevo un po' di vendetta." La Disney alla fine permise che tre dei sei brani eliminati venissero inseriti come tracce bonus nell'album della colonna sonora, come la canzone di Yzma Snuff Out the Light, quella d'amore One Day She'll Love Me e un numero di danza intitolato Walk the Llama Llama. Gli elementi della trama come la storia d'amore tra il pastore di lama Pacha e la promessa sposa di Manco Nina, il piano di Yzma e le analogie con Il principe e il povero e la mitologia inca furono rimossi. Anche il personaggio di Hucua fu abbandonato, ma fa un cameo come un normale candelabro durante la scena della cena. Kuzco - che era un personaggio di supporto nella storia originale - alla fine divenne il protagonista.
Nell'estate del 1999 i membri del cast Owen Wilson, Harvey Fierstein e Trudie Styler furono rimossi dal film. David Spade ed Eartha Kitt rimasero invece nel cast, e furono assunti John Goodman e Patrick Warburton. Dopo che le canzoni di Sting per Kingdom of the Sun erano state rimosse dalla nuova trama, Sting rimase nel progetto, anche se gli fu detto dallo studio che "tutto ciò che vogliamo è una canzone di inizio e fine". La canzone, "Perfect World", fu scritta "per aprire il film con un numero grande e divertente che istituisse il potere di Kuzco e mostrasse come controllava il mondo", secondo il presidente della Feature Animation Thomas Schumacher. I realizzatori chiesero a Sting di cantare la canzone per il film, ma lui rifiutò dicendo loro che era troppo vecchio per cantarla e dovevano trovare qualcuno più giovane e alla moda. Fu invece scelto Tom Jones, che aveva undici anni in più di Sting.
Nel febbraio 2000 il nuovo film fu annunciato come The Emperor's New Groove, con la sua nuova storia incentrata su un viziato imperatore inca trasformato in un llama - doppiato da David Spade - che attraverso vari colpi di scena e cadute finisce per imparare il significato della vera felicità da un povero contadino, doppiato da John Goodman. La data di uscita fu fissata per dicembre 2000. Nonostante la formulazione del titolo, il film non ha alcuna relazione con la fiaba "I vestiti nuovi dell'imperatore". Tuttavia, Eisner era preoccupato che la nuova storia fosse troppo vicina al tono al film del 1997 Hercules, che aveva incassato decentemente ma ancora sotto le aspettative al botteghino americano. Dindal e Fullmer gli assicurarono che il film avrebbe avuto un cast molto più piccolo, rendendo più facile il coinvolgimento del pubblico. Verso la fine della produzione, il finale del film vedeva in origine Kuzco costruire il suo parco di divertimenti Kuzcotopia su un'altra collina, distruggendo una foresta vicino alla casa di Pacha, e invitando Pacha e la sua famiglia in visita. Inorridito, Sting scrisse loro una lettera in cui diceva: "Se lo fate do le dimissioni, perché questo è esattamente il contrario di ciò che sostengo. Ho trascorso vent'anni a cercare di difendere i diritti delle popolazioni indigene e voi li state calpestando per costruire un parco a tema. Non voglio farne parte". Il finale fu quindi riscritto in modo che Kuzco costruisse una capanna simile a quella di Pacha e trascorresse la sua vacanza tra gli abitanti del villaggio.

### Animazione
Durante la produzione di Kingdom of the Sun, Andreas Deja fu l'iniziale supervisore all'animazione di Yzma, e incorporò pose di top model pubblicate in riviste al fine di catturare la personalità focosa e seducente di Yzma. Nik Ranieri era originariamente previsto come supervisore all'animazione per la rocciosa spalla di Yzma, Hucua. Durante il viaggio di ricerca in Perù nel 1996, Ranieri riconobbe: "Ero alla ricerca di un personaggio che sembrasse una roccia così sono rimasto bloccato a disegnare rocce per tutto il viaggio. Poi quando tornammo le accatastarono in questa storia di antichi inca". Mark Pudleiner doveva essere il supervisore all'animazione della promessa sposa di Kuzco, Nina. All'inizio del 1997 David Pruiksma salì a bordo per animare il lama Snowball. Secondo Pruiksma, Snowball era "un personaggio sciocco, inutile ed egoista, una sorta di bionda stupida del branco. Mi piaceva molto sviluppare il personaggio e fare un po' di animazione di prova iniziale su di lei. Prima che lasciassi il film (e infine fu accantonato), creai dei fogli modello non solo per Snowball, ma anche per gli altri sette lama della mandria e per Kuzco in forma di lama". Quando la produzione del film fu arrestata, Pruiksma si trasferì a lavorare su Atlantis - L'impero perduto che era in sviluppo contemporaneamente, e alla fine i personaggi lama furono rimossi dalla trama.
Dopo la revisione della produzione e i tentativi dello studio di produrre film d'animazione più efficienti economicamente, Dindal sollecitò "un approccio più semplice che sottolineasse i personaggi piuttosto che travolgenti effetti speciali o tecniche cinematografiche". Deja rifiutò di tornare al film osservando che la sua versione più seria di Yzma era incompatibile con il tono più strambo e comico del film, e si trasferì a Orlando per lavorare su Lilo & Stitch, venendo sostituito da Dale Baer. Usando i gesti di Eartha Kitt durante le sessioni di registrazione, Baer commentò: "Ha una voce naturale per l'animazione ed è realmente entrata nel ruolo. Gesticolava selvaggiamente ed è stato divertente anche solo guardarla. Entrava in ogni sessione quasi seria e molto professionale, e improvvisamente diventava selvaggia e si metteva a ridere". A Ranieri fu poi chiesto di fungere da supervisore all'animazione di Kuzco (come essere umano e lama), anche se avrebbe ammesso di essere stato riluttante in un primo momento fino a quando non scoprì che Kuzco aveva un gran potenziale comico. Anche Pudleiner fu riassegnato a lavorare come animatore della versione umana di Kuzco. Oltre a ispirarsi a David Spade durante le sessioni di registrazione, il team di animazione Kuzco studiò i lama allo zoo, visitò una fattoria di lama, guardò documentari naturalistici e osservò inoltre gli animali da vicino quando visitarono lo studio. Per la versione riscritta di Pacha, l'animatore Bruce W. Smith osservò che "Pacha è probabilmente il più umano di tutti i personaggi," aggiungendo inoltre che egli "ha atteggiamenti più umani e tratti realistici, che servono da contrasto con il fumettistico lama con cui passa il tempo. È il tizio coi piedi per terra che riporta tutto a fuoco. Essendo un tipo alto circa sei piedi e mezzo e pesando circa 250 chili, abbiamo dovuto lavorare duramente per dargli un senso di peso e credibilità nel suo movimento".
L'animazione effettiva iniziò nel 1999, coinvolgendo 400 artisti e altre 300 persone tra tecnici e personale di produzione. Al di fuori dell'edificio della Walt Disney Feature Animation di Burbank, il film ricevette l'assistenza di animatori delle divisioni di Florida e Francia.

## Colonna sonora

### Album

#### Tracce
Perfect World e My Funny Friend and Me sono le uniche canzoni effettivamente usate nel film. Edizioni musicali Walt Disney Records.
1. Tom Jones – Perfect World – 2:21 (David Hartley, Sting)
2. Sting – My Funny Friend and Me – 4:38 (David Hartley, Sting)
3. Eartha Kitt – Snuff Out the Light (Yzma's Song) – 3:37 (David Hartley, Sting)
4. Rascal Flatts – Walk the Llama Llama – 2:02 (David Hartley, Sting)
5. Tom Jones – Perfect World (Reprise) – 2:33 (David Hartley, Sting)
6. Orchestra – Run, Llama, Run – 2:25 (John Debney)
7. Sting, Shawn Colvin – One Day She'll Love Me – 4:11 (David Hartley, Sting)
8. Orchestra – A New Hope – 1:46 (John Debney)
9. Orchestra – Beware the Groove – 8:15 (John Debney)
10. Orchestra – The Jungle Rescue – 3:17 (John Debney)
11. Orchestra – Pacha's Homecoming/The Blue Plate Special – 7:32 (John Debney)
12. Orchestra – The Great Battle/Friends Forever – 6:18 (John Debney)
13. Sting – Un amigo como tú – 4:38 (David Hartley, Sting)
14. Sting – Un amico come te – 4:38 (David Hartley, Sting)

Durata totale: 58:11

## Distribuzione

### Data di uscita
Le date di uscita internazionali sono state:
- 15 dicembre 2000 negli Stati Uniti e in Cina
- 29 dicembre in Brasile (A Nova Onda do Imperador)
- 31 dicembre in Bosnia ed Erzegovina
- 1º gennaio 2001 in Bahrein
- 3 gennaio in Armenia
- 4 gennaio nelle Filippine
- 5 gennaio in Azerbaigian, Bielorussia e Kazakistan
- 7 gennaio in Ucraina (Пригоди iмператора)
- 10 gennaio in Angola
- 11 gennaio in Iran e Thailandia
- 13 gennaio in Corea del Sud
- 14 gennaio in Trinidad e Tobago
- 16 gennaio in Ghana
- 18 gennaio in Argentina (Las locuras del emperador), Cile, Perù e Vietnam
- 25 gennaio nel Montenegro
- 4 febbraio in Tunisia
- 6 febbraio nella Repubblica di Macedonia
- 9 febbraio in Danimarca (Kejserens nye flip) e Svezia (Kejsarens nya stil)
- 11 febbraio nello Sri Lanka
- 12 febbraio in Marocco
- 16 febbraio in Finlandia (Keisarin uudet kuviot), Regno Unito e Irlanda
- 17 febbraio in Aruba
- 2 marzo in Libano
- 6 marzo in Afghanistan
- 8 marzo in Israele (Ha-Keysar Nafal Al Ha-Rosh), Malaysia (Maharaja baru alur) e Singapore
- 15 marzo in Germania (Ein Königreich für ein Lama) e Macao
- 16 marzo in Austria
- 22 marzo in Repubblica Ceca
- 28 marzo in Belgio (Keizer kuzco) e Francia (Kuzco, l'empereur mégalo)
- 29 marzo in Ungheria (Eszeveszett birodalom) e Nuova Zelanda
- 30 marzo in Bulgaria (Омагьосаният император), Grecia (Ο αυτοκράτορας έχει κέφια), Islanda e Sudafrica
- 31 marzo in Taiwan
- 5 aprile in Australia e Svizzera
- 6 aprile in Italia e Messico (Las locuras del emperador)
- 9 aprile in Kenya
- 11 aprile in Egitto
- 12 aprile a Hong Kong
- 13 aprile in Polonia (Nowe szaty króla)
- 11 maggio in Turchia (Saskin imparator)
- 4 giugno in Giamaica
- 6 giugno negli Emirati Arabi Uniti e in Kuwait
- 21 giugno nei Paesi Bassi (Keizer Kuzco)
- 22 giugno in Spagna (El emperador y sus locuras)
- 14 luglio in Giappone
- 30 luglio in Algeria
- 3 agosto in Portogallo (Pacha e o Imperador)
- 23 agosto in Slovenia
- 24 agosto in Estonia e Lituania
- 1º novembre in Russia (Похождения императора)
- 29 dicembre in Kirghizistan
- 1º febbraio 2002 in Emirati Arabi Uniti

### Edizione italiana
Il doppiaggio italiano del film fu eseguito dalla Royfilm e diretto da Leslie La Penna su dialoghi di Luigi Calabrò.
La parte musicale è a cura di Ermavilo, e le canzoni furono registrate ai Trafalgar Recording Studios.

### Edizioni home video
Il film fu distribuito in VHS e DVD in Nord America il 1º maggio 2001 e in Italia l'8 novembre. Il DVD (in Italia ristampato il 4 novembre 2015 nella collana Disney: I Classici) include come extra una scena eliminata, il video musicale di Walk the Llama Llama dei Rascal Flatts, un gioco interattivo, tre brevi dietro le quinte, il trailer cinematografico, il commento audio dei realizzatori e un making of della canzone My Funny Friend and Me. In Nord America fu distribuita anche un'edizione a due dischi che include numerosi altri contenuti speciali su produzione e promozione. Il film ebbe un successo di gran lunga maggiore in home video piuttosto che al botteghino, diventando il più venduto del 2001. Nel settembre 2001 fu riferito che erano state vendute sei milioni di VHS, per un incasso pari a 89 milioni di dollari, mentre le vendite in DVD erano doppie; la rendita complessiva media fu di 125 milioni secondo la Adams Media Research. In Nord America il 18 ottobre 2005 fu distribuita una riedizione DVD chiamata "The New Groove Edition", che rispetto alla precedente edizione a disco singolo aggiunge due scene eliminate agli extra.
L'11 giugno 2013 il film è stato distribuito in Blu-ray Disc in Nord America in una "3-Disc Special Edition" che contiene Le follie dell'imperatore e Le follie di Kronk in un unico BD (privo di extra) e in due DVD distinti. Nel primo fine settimana furono vendute 14 000 unità, per un incasso di 282 000 dollari. Il 9 aprile 2014 il film è uscito in BD anche in Italia, in versione singola (il sequel è ancora inedito in tale formato). Questa edizione include solo alcuni extra del DVD: la scena eliminata, i dietro le quinte e il making of di My Funny Friend and Me. Inizialmente è stata distribuita un'edizione con il titolo sulla costina scritto erroneamente come Dell'imperatore le follie, seguita qualche settimana dopo da una ristampa corretta.

## Accoglienza

### Incassi
Nel suo weekend di debutto, Le follie dell'imperatore fu il quarto miglior incasso in Nord America con circa 10 milioni di dollari dietro a forti concorrenti come What Women Want - Quello che le donne vogliono, Fatti, strafatti e strafighe e Il Grinch. Nel complesso il film, prodotto con un budget di circa 100 milioni di dollari, ne incassò 89 302 687 al botteghino statunitense e altri 80 025 000 in tutto il mondo; una performance inferiore a quelle della maggior parte dei Classici Disney distribuiti nel decennio precedente.

### Critica
Il film ricevette recensioni positive da parte della critica. L'86% delle 128 recensioni raccolte dal sito Rotten Tomatoes sono positive; sul sito il film ha un voto medio di 7,5 e il consenso recita: "Le follie dell'imperatore non è il film d'animazione più ambizioso, ma il suo ritmo svelto, personaggi freschi e grandi risate creano un grande momento per tutta la famiglia". Su Metacritic il film ha una valutazione di 70 sulla base di 28 recensioni.
Robert Koehler di Variety commentò che il film "potrebbe non incontrare lo stile degli altri film dello studio, ma sarà ricordato come il film che ha stabilito un nuovo atteggiamento nelle sale dell'unità di animazione della Disney". Roger Ebert, scrivendo per il Chicago Sun-Times, assegnò al film 3 stelle su 4, distinguendolo come "un cartone animato slapstick di una comicità ingenua, con la soglia di attenzione di Paperino" che è separato da ciò che è noto come film d'animazione. Ebert aggiunse poi che "non ha la raffinatezza tecnica di un film come Tarzan, ma è un promemoria che il look classico dei cartoni animati è un amato stile per conto suo". La critica dell'Entertainment Weekly Lisa Schwarzbaum diede al film una B+, descrivendolo come un film per famiglie "alla moda, divertente, per lo più non musicale e decisamente non-epico, che risulta essere, piuttosto che il viaggio di un eroe, un incontro di menti da sitcom".

## Riconoscimenti
- 2001 - Premio Oscar
  - Candidato per la migliore canzone a Sting e David Hartley per My Funny Friend and Me
- 2001 - Golden Globe
  - Candidato per la migliore canzone originale a Sting e David Hartley per My Funny Friend and Me
- 2001 - Annie Awards
  - Migliore animazione dei personaggi a Dale Baer
  - Miglior canzone a David Hartley e Sting per Perfect World
  - Miglior recitazione a Eartha Kitt
  - Candidato per il miglior film d'animazione
  - Candidato per la miglior regia a Mark Dindal
  - Candidato per la miglior colonna sonora a John Debney
  - Candidato per la miglior scenografia a Colin Stimpson
  - Candidato per il miglior storyboarding a Stephen J. Anderson
  - Candidato per il miglior storyboarding a Don Hall
  - Candidato per la miglior sceneggiatura a Mark Dindal e Chris Williams
  - Candidato per la miglior recitazione a Patrick Warburton
  - Candidato per la miglior produzione a Don Hahn
- 2001 – Black Reel Awards
  - Candidato per la migliore attrice non protagonista a Eartha Kitt
- 2001 – Blockbuster Entertainment Awards
  - Candidato per il miglior film per la famiglia
- 2001 – Bogey Awards
  - Bogey Award
- 2001 – Critics' Choice Movie Award
  - Miglior canzone a Sting e David Hartley per My Funny Friend and Me
  - Candidato per il miglior film d'animazione
- 2001 – Artios Award
  - Miglior casting per il doppiaggio di un film d'animazione a Ruth Lambert
- 2002 – Grammy Award
  - Candidato per la miglior canzone scritta per un media visivo a David Hartley e Sting per My Funny Friend and Me
- 2001 – Nickelodeon Kids' Choice Awards
  - Candidato per la voce preferita in un film d'animazione a David Spade
- 2000 – Las Vegas Film Critics Society Awards
  - Candidato per la miglior canzone a Sting per My Funny Friend and Me
  - Candidato per il miglior film per la famiglia
- 2001 - Golden Reel Award
  - Candidato per il miglior montaggio sonoro in un film d'animazione a Tim Chau, Thomas Whiting, Nils C. Jensen, David Kern, Albert Gasser, Donald Sylvester
  - Candidato per il miglior montaggio sonoro nella colonna sonora a Paul Silver
- 1997 - Online Film & Television Association Award
  - Miglior performance fuoricampo a Eartha Kitt
  - Candidato per il miglior film d'animazione a Randy Fullmer
  - Candidato per la miglior performance fuoricampo a Patrick Warburton
  - Candidato per la miglior canzone originale (My Funny Friend and Me) a Sting
- 2001 – Phoenix Film Critics Society Awards
  - Miglior canzone originale a Sting e David Hartley per My Funny Friend and Me
  - Candidato per il miglior film d'animazione
  - Candidato per il miglior film per la famiglia
- 2001 - Satellite Awards
  - Candidato per il miglior film d'animazione o a tecnica mista
  - Candidato per la miglior canzone originale a Sting e David Hartley per My Funny Friend and Me
- 2001 - Young Artist Awards
  - Candidato per il miglior film per la famiglia d'animazione

## The Sweatbox
The Sweatbox è un documentario di Trudie Styler che cronaca la tumultuosa collaborazione del marito Sting e David Hartley con gli studi Disney per comporre sei canzoni per The Kingdom of the Sun. Il documentario include interviste coi registi Roger Allers e Mark Dindal, il produttore Randy Fullmer, Sting, gli sceneggiatori e il cast vocale costernato dalla nuova direzione. La Disney non si oppose al documentario di Trudie Styler, in quanto il dirigente della Feature Animation Thomas Schumacher, dopo aver visto i filmati, lo definì "fantastico".
Tuttavia, dopo la proiezione al Toronto International Film Festival del 2002, la Disney non ha mai distribuito il film pur detenendone i diritti, limitandosi a inserirne alcune scene nei contenuti speciali del DVD. Nel marzo 2012 una copia di lavorazione del documentario è però trapelata online dopo essere stata caricata su YouTube da un fumettista britannico.

## Altri media
In concomitanza col film fu pubblicato un videogioco omonimo sviluppato dalla Argonaut Games nelle versioni per PlayStation e Microsoft Windows e dalla Sandbox Studios in quella per Game Boy Color. L'anno seguente un videogioco basato sul film fu pubblicato nella collana La bottega dei giochi.
Alcuni personaggi del film appaiono come ospiti nella serie TV House of Mouse - Il Topoclub e nel film tratto da essa Il bianco Natale di Topolino - È festa in casa Disney. Dal 2006 al 2008 fu poi trasmessa su Disney Channel la serie TV in 52 episodi A scuola con l'imperatore, che riporta in scena tutti i personaggi del film. La serie segue Kuzco mentre cerca di completare la sua istruzione per tornare a essere imperatore, ostacolato da Yzma e Kronk.

## Merchandising
La campagna di marketing per Le follie dell'imperatore fu relativamente contenuta, poiché la Disney decise di promuovere fortemente la distribuzione de La carica dei 102 - Un nuovo colpo di coda durante il Giorno del ringraziamento. Tuttavia, il film fu accompagnato da sei giocattoli lanciatori di Kuzco umano e lama, Pacha, Yzma umana e gatto e Kronk inclusi negli Happy Meal da McDonald's. Inoltre furono realizzati animali di peluche venduti in luoghi come i Disney Store.

## Sequel/spin-off
Nell'aprile del 2005 fu annunciato che la DisneyToon Studios stava producendo un sequel direct-to-video intitolato Le follie di Kronk. Il film, distribuito il 13 dicembre, funge sia da spin-off che da sequel eleggendo a protagonista il personaggio di Kronk, pur riportando in scena (oltre a tutti gli altri personaggi del film originale) anche Kuzco in un ruolo secondario.